# Kigoma
Kigoma je město v západní Tanzanii. Leží na jezeře Tanganika jen několik kilometrů od hranice s Burundi  a Demokratickou republikou Kongo v nadmořské výšce asi 775 m n. m. Zároveň je hlavním městem regionu Kigoma. V roce 2022 zde žilo 232 388 obyvatel. Pouhých 6 kilometrů jihovýchodně od města leží město Udžidži, významné historické obchodní centrum v oblasti. Ve městě se nachází Letiště Kigoma, které nabízí lety do Bujumbury v Burundi a Dar es Salaamu v Tanzanii. 